# Ministère de la Défense de la république du Vietnam
 (septembre 2023).
Le ministère de la Défense de la république du Vietnam (en vietnamien: Bộ Quốc phòng Việt Nam Cộng hòa) est une agence de haut rang au sein du Cabinet du gouvernement de la république du Vietnam. La fonction du Ministère est d’organiser, de construire et de gérer avec la responsabilité de la Défense nationale sur l'ensemble du territoire de la république du Vietnam; commander le Président ou le commandant en chef suprême, diriger et administrer directement le système vertical de l'état-major général de la république du Vietnam, qui comprend toutes les unités principales (corps et troupes), locales (sous-districts, zones spéciales); coordonner et superviser tous les organes et fonctions du Gouvernement liés à la sécurité nationale et à l’armée. En raison des circonstances de la guerre au cours de son existence (1955 - 1975), le ministère de la Défense a toujours été l'agence la plus grande, la plus budgétisée et la plus importante du gouvernement de la République du Vietnam.
Pendant la majeure partie de son existence, le siège du ministère de la Défense depuis sa création jusqu’à la fin de ses opérations était situé au 63 Gia Long Street, Saigon.

## Histoire
Le ministère de la Défense nationale de la république du Vietnam a été organisé à partir du ministère de la Défense nationale du Vietnam après le référendum de 1955 établissant la république du Vietnam. La mission du ministère est définie comme la protection de la souveraineté nationale des frontières, de l'espace aérien et de la mer territoriale (y compris les îles et les archipels) sous le territoire contrôlé par la république du Vietnam.
Sous la Première République, le ministère de la Défense était organisé sur le modèle d’une fonction publique, contrôlée par le président. L'assistant du président était un ministre adjoint de la Défense nationale et la première personne à occuper ce poste était Tran Trung Dung[ un ancien ministre spécial au palais du Premier ministre pendant la république nationale du Vietnam. En mai 1961, le président Ngo Dinh Diem réforme le gouvernement. Le président exerce simultanément les fonctions de secrétaire général de la Défense. Le président est assisté par le ministre au palais présidentiel, ministre de la Défense assistant, servant temporairement en tant que ministre spécial pour la coordination de la sécurité, Nguyen Dinh Thuan.
En novembre 1963, des généraux ont mené un coup d’État qui a renversé le gouvernement de Ngo Dinh Diem. Le lieutenant-général Tran Thien Khiem, commissaire militaire du Conseil militaire révolutionnaire, était temporairement chargé du fonctionnement du ministère de la Défense jusqu'à la mise en place du gouvernement de Nguyen Ngoc Tho, avec le lieutenant-général Tran Van Don comme ministre de la Défense nationale. En novembre 1963, bien que le nom du ministère de la Défense ait été conservé, le titre a été changé en chef des forces armées. Deux mois plus tard, il est redevenu secrétaire à la Défense.
Pendant le fonctionnement du Comité exécutif central, le titre du chef du ministère de la Défense était le commissaire général de la défense nationale, détenu par le lieutenant-général Nguyen Huu Yes. 
Pendant la Seconde République, il est retourné au poste de ministre de la Défense nationale jusqu’en 1975, le dernier ministre étant l’ancien lieutenant-général Tran Van Don et son assistant étant l’administrateur administratif Sun That Chieu.

## Các Cơ quan trực thuộc
| N° | Organisation                               | N° | Organisation                           | N° | Cơ quan                  |
| -- | ------------------------------------------ | -- | -------------------------------------- | -- | ------------------------ |
| 1  | État-major                                 | 6  | Département militaire                  | 11 | Laboratoire de recherche |
| 2  | Direction générale des ressources humaines | 7  | Département de la production militaire | 12 | Salle de cérémonie       |
| 3  | Collège de défense nationale               | 8  | Département de géographie              | 13 | Service de presse        |
| 4  | Frais financiers et militaires             | 9  | Département du personnel               | 14 | Quartier général         |
| 5  | Dynastie Dong Li                           | 10 | Salle des collectionneurs              |    |                          |

## Direction du ministère de la Défense
| N° | Nom complet       | En fonction     | Commentaire                                                                                   |
| -- | ----------------- | --------------- | --------------------------------------------------------------------------------------------- |
| 1  | Ngô Đình Diệm     | 1955-1963       | Président et Président du Ministère de la Défense                                             |
| 2  | Trần Trung Dung   | 5/1955-5/1961   | Secrétaire adjoint à la Défense                                                               |
| 3  | Nguyễn Đình Thuần | 5/1961-11/1963  | Ministre de la Sécurité nationale et de la Défense du Palais présidentiel                     |
| 4  | Trần Thiện Khiêm  | 11/1963         | Lieutenant-général, commissaire militaire du Conseil militaire révolutionnaire                |
| 5  | Trần Văn Đôn      | 11/1963-2/1964  | Lieutenant-général, ministre de la Défense                                                    |
| 6  | Trần Thiện Khiêm  | 2/1964-9/1964   | Lieutenant-général, ministre de la Défense                                                    |
| 7  | Nguyễn Khánh      | 9/1964-11/1964  | Lieutenant-général, Premier ministre et ministre de la Défense                                |
| 8  | Trần Văn Hương    | 11/1964-1/1965  | Premier ministre et ministre des Forces armées                                                |
| 9  | Trần Văn Minh     | 1/1965          | Lieutenant-général, chef des forces armées                                                    |
| 10 | Nguyễn Văn Thiệu  | 1/1965-6/1965   | Lieutenant-général, vice-premier ministre et ministre de la Défense                           |
| 11 | Nguyễn Hữu Có     | 6/1965-10/1967  | Lieutenant général, Commissaire général de la Défense de la Commission exécutive centrale     |
| 11 | Nguyễn Hữu Có     | 10/1967-11/1967 | Lieutenant-général, premier vice-premier ministre et ministre de la Défense nationale         |
| 12 | Cao Văn Viên      | 11/1967         | Lieutenant-général, chef d’état-major général et ministre par intérim de la Défense nationale |
| 13 | Nguyễn Văn Vỹ     | 11/1967-8/1972  | Lieutenant-général, ministre de la Défense                                                    |
| 14 | Trần Thiện Khiêm  | 8/1972-4/1975   | Général, Premier ministre et ministre de la Défense                                           |
| 15 | Trần Văn Đôn      | 4/1975          | Premier vice-Premier ministre et ministre de la Défense                                       |

## Source
- (vi) Cet article est partiellement ou en totalité issu de l’article de Wikipédia en vietnamien intitulé « Bộ Quốc phòng Việt Nam Cộng hòa » (voir la liste des auteurs).